# Микитяни
Микитяни — село в Україні, у Обухівському районі Київської області. Населення становить 289 осіб.

## Населення

### Мова
Розподіл населення за рідною мовою за даними перепису 2001 року:
| Мова       | Кількість | Відсоток |
| ---------- | --------- | -------- |
| українська | 286       | 98.96%   |
| російська  | 3         | 1.04%    |
| Усього     | 289       | 100%     |